# Апостол Марія Василівна
Марія Василівна Апо́стол (нар. 7 лютого 1922, Суручень — пом. невідомо) — передовик сільськогосподарського виробництва Молдавської РСР, Герой Соціалістичної Праці.

## Біографія
Народилася 7 лютого 1922 року в селі Суручені (нині Яловенський район Молдови) у бідній селянській сім'ї. Молдованка. У молодості батрачила у заможніх селян.
Після звільнення Молдавської РСР від румунської окупації у період Другої світової війни з 1944 року працювала у радгоспі-заводі «Гратієштах» у селищі Стеучені Кріуленського району Молдавської РСР. З 1959 року очолювала ланку виноградарської бригади. Будучи ударником комуністичної праці, вона за допомогою фахівців господарства проводила велику роботу з впровадження досягнень науки та передового досвіду у виробництво винограду, що давало змогу протягом кількох років отримувати високі врожаї. У 1963 році на базі радгоспу-заводу «Гратієшти» та Кишинівського училища виноробства та виноградарства було організовано Кишинівське радгосп-училище виноробства та виноградарства, в якому вона продовжила трудитися ланковою. У 1965 році з кожного з 26 гектарів її ланкою було вирощено по 148 центнерів винограду замість 80 центнерів за планом і на 89 центнерів більше, ніж загалом за бригадою. Високих урожаїв винограду домагалася її ланка й у наступні роки. У 1973 році на закріпленій площі в 26 гектарів її ланка отримала врожай винограду 123 центнери.
Неодноразово брала участь у Виставці досягнень народного господарства СРСР. Обиралася депутатом Верховної Ради Молдавської РСР 7-го скликання (1967—1971), районної та сільської Рад депутатів трудящих. Вийшовши на пенсію, мешкала у селищі Стеучені (нині — у складі району Ришканів міста Кишинева).

## Відзнаки
Указом Президії Верховної Ради СРСР від 30 квітня 1966 року за успіхи, досягнуті у збільшенні виробництва та заготівель винограду, плодів та овочів, Апостол Марії Василівні надано звання Героя Соціалістичної Праці з врученням ордена Леніна (№ 360 188) та золотої медалі «Серп і Молот» (№ 10 754).
Нагороджена також медаллю «За трудову доблесть» (23 липня 1951), значком «Переможець соціалістичного змагання» (1973). Її ім'я було занесене до Золотої книги пошани Молдавської РСР.